# Quintus Caecilius Metellus Pius Scipio
Quintus Caecilius Metellus Pius Scipio (ca. 95 – 46 f.Kr.), ofte blot omtalt som Metellus Scipio, var en romersk senator og militær leder. Under borgerkrigen mellem Julius Cæsar og den senatoriske fraktion ledet af Pompejus, var han en stærk tilhænger af sidstnævnte. Han ledte tropper mod Cæsars styrker, hovedsageligt i slagene ved Farsalos og Thapsus, hvor han blev besejret. Han begik senere selvmord. Historikeren Ronald Syme kaldte ham "den sidste Scipio af nogen betydning i romersk historie."

## Familie og navn
Han var søn af Publius Cornelius Scipio Nasica, som var praetor omkring 95 f.Kr., og Licinia. Metellus Scipio var barnebarn af Publius Cornelius Scipio Nasica, der var romersk konsul i år 111 f.Kr., og Lucius Licinius Crassus, som var konsul i år 95 f.Kr.. Hans oldefar var Scipio Nasica Serapio, manden der myrdede Tiberius Gracchus i 133 f.Kr. Gennem sin mor, Cornelia, var Serapio også barnebarn af Scipio Africanus. Scipios far døde ikke længe efter sin embedsperiode som praetor, og efterlod sig to sønner og to døtre. Broderen blev adopteret af deres bedstefar Crassus, men satte kun få spor i historien.
Publius Scipio, som han blev omtalt i samtidige kilder tidligt i sit liv, blev adopteret i en voksenalderen gennem testamentet fra Quintus Caecilius Metellus Pius, som havde været konsul i 80 f.Kr. og pontifex maximus. Han beholdt sin status som patricisk (adelsmand). Som historikeren Ronald Syme bemærker: "Scipios herkomst var uovertruffen i sin pragt." Juraprofessor Jerzy Linderski har imidlertid påpeget, at denne juridiske proces kun i løs forstand udgjorde en adoption. Scipio blev officielt til en Caecilius Metellus og arvede Metellus Pius' ejendom, men var aldrig hans "søn", mens pontifex maximus var i live. Han blev nogle gange kaldt "Metellus Scipio", eller bare "Scipio", efter hans adoption. Den officielle form for hans navn, som det fremgår af et dekret fra Senatet, var "Q. Caecilius Q. f. Fab. Metellus Scipio".
Scipio giftede sig med Aemilia Lepida, datter af Mamercus Aemilius Lepidus Livianus, som var konsul i 77 f.Kr., men var ikke uden rival i forsøget på at gifte sig med Aemilia Lepida. Den jomfruelige Cato havde også ønsket at gifte sig med Aemilia, men tabte.
Quintus Caecilius Metellus Pius Scipio og hans hustru Aemilia Lepida fik én søn, en Metellus Scipio, der tilsyneladende døde som 18-årig. Muligvis fik de en anden søn omkring år 70 f.Kr., eller også adopterede de en søn. Det var dog parrets langt mere berømte datter, der også blev født omkring samme tid. Scipio giftede først den berømte Cornelia Metella bort med Publius Crassus, som var Marcus Licinius Crassus' søn. Efter Publius' død i Carrhae besluttede Scipio at efterfølge Cæsar som Pompejus' svigerfar og henvendte sig til Pompejus med et tilbud om at gifte ham med Cornelia, hvilket Pompejus accepterede. Pompejus var mindst tredive år ældre end Cornelia. Ægteskabet var et af de skridt, der markerede bruddet på alliancen mellem Pompejus og Caesar, og Pompejus' erklæring som optimaternes leder. De to mænd var konsuler sammen i 52 f.Kr.

## Politisk karriere
I forbindelse med sin forsvar af (retssag) Sextus Roscius i 80 f.Kr. nævner Cicero "P. Scipio" blandt de unge adelige (nobiles) på sit forsvarshold. Han bliver nævnt sammen med Marcus Messalla og Metellus Celer, som begge senere blev konsuler.
Metellus Scipio var sandsynligvis plebejertribun i år 59 f.Kr., men hans patricierstatus taler dog imod, at han holdte dette embede. Det er muligt, at Scipios adoption til en plebejisk gens kan have kvalificeret ham til at holde embedet som plebejertribun. Han var muligvis curule ædil i år 57 f.Kr., hvor han afholdte og overså begravelseslege til ære for sin adoptivfars død seks år tidligere. Han var praetor, højst sandsynligt i 55 f.Kr., under Pompejus' og Marcus Crassus' andet konsulskab..
I 53 f.Kr. var Scipio interrex med Marcus Valerius Messalla. Han blev valgt konsul sammen med Pompejus i år 52 f.Kr., det samme år som han arrangerede et ægteskab af sin datter (som nyligt var blevet enke) med Pompejus.
Den utvivlsomt aristokratiske og konservative Metellus Scipio havde været, mindst en symbolsk, modvægt til magten hos det såkaldte triumvirat før Crassus' død i 53 f.Kr. "Belejligt dødsfald", bemærker Syme, hvilket "havde øget hans værdi, da ingen af Metellan-konsulerne nu var tilbage."
Det vides, at Metellus Scipio var medlem af Pontifex-kollegiet i 57 f.Kr. Han blev sandsynligvis nomineret efter sin adoptivfaders død i 63 f.Kr. og efterfølgende valgt.

## Rolle i borgerkrig
I januar 49 f.Kr. overtalte Scipio Senatet til at udstede det ultimatum til Cæsar, der gjorde krig uundgåelig. Samme år blev Scipio prokonsul for provinsen Syrien. I Syrien og Asien, hvor han tog vinterlej, benyttede han sig ofte af undertrykkende metoder for at samle skibe, tropper og penge. Han indførte her en skat på slaver og børn; han beskattede søjler, døre, korn, soldater, våben, roere og maskineri; hvis et navn kunne findes på en ting, blev det betragtet.
Scipio lod Alexander af Judæa henrette og blev hyldet imperator for påståede sejre i Amanusbjergene – dette blev dog latterliggjort af Cæsar.
I 48 f.Kr. førte Scipio sine styrker fra Asien til Grækenland for at manøvrere mod Gnæus Domitius Calvinus og Lucius Cassius indtil Pompejus' ankomst. I forbindelse med Slaget ved Farsalos anførte han den centrale del af hæren. Efter optimaternes nederlag mod Cæsar flygtede Metellus til Afrika. Med støtte fra sin tidligere rival i kærlighed, Cato, fratog han sandsynligvis i begyndelsen af 47 f.Kr. den loyale Publius Attius Varus den øverste kommando over Pompejus' hær. I 46 f.Kr. havde han kommandoen i Slaget ved Thapsus, "uden dygtighed eller succes", og blev besejret sammen med Cato. Efter nederlaget forsøgte han at flygte til den Iberiske Halvø for at fortsætte kampen, men blev fanget af Publius Sittius' flåde. Han begik selvmord ved at dolke sig selv, for at undgå at falde i fjendens hænder.

### Værdighed i døden
Overfor døden opnåede Metellus Scipio en ukarakteristisk værdighed. Han tog legendarisk afsked med sine soldater med en nonchalant "Imperator se bene habet" ("Din general har det fint"). Disse sidste ord fremkaldte stærk ros fra den stoiske moralfilosof Seneca:
 Tag for eksempel Scipio, svigerfar til Gnæus Pompejus. Han blev af en strid modvind drevet tilbage mod den afrikanske kyst og så sit skib i fjendernes magt. Derfor gennemborede han sig selv med sit sværd. Da de spurgte, hvor deres feltherre var, svarede han: "Alt er vel med feltherren." Disse ord løftede ham op på niveau med hans forfædre og forhindrede, at den ære, som skæbnen gav Scipio-slægten i Afrika, mistede sin sammenhæng. Det var en stor dåd at erobre Karthago, men en endnu større dåd at besejre døden. "Alt er vel med feltherren!" Bør en general dø på anden vis, især en af Catos generaler?